# Chips Keswick
Sir John Chippendale "Chips" Lindley Keswick (Londres, 2 de febrero de 1940-17 de abril de 2024) fue un banquero británico y miembro de la familia Keswick que controla el conglomerado de Jardine Matheson, fundado por William Jardine. En junio de 2013, se convirtió en el presidente del Arsenal Football Club.

## Biografía
Miembro de la familia Keswick, era hijo de Sir William Keswick (1903-1990) y María Lindley, y nieto de Henry Keswick. Fue educado en Eton College y la Universidad de Aix-Marsella.

## Carrera
Su hermano mayor Henry y su hermano menor Simón Keswick son el presidente y director de Jardine Matheson Holdings respectivamente.
Keswick fue presidente de Hambros Bank desde 1986 a 1998. Ha sido dirigente del Arsenal football club desde noviembre de 2005, y presidente del club desde agosto de 2013, cuando sucedió a Peter Hill-Wood.

## Vida personal
Se casó con Lady Sarah Ramsay, hija del 16.º Conde de Dalhousie en 1966. Tienen tres hijos juntos: David, Tobias y Adam.
Él es miembro de los clubes de caballeros White's y el City University Club. Él ha apoyado al grupo "Business for Sterling", y se sentó en la directiva de los donantes corporativos a los Conservadores. En diciembre de 2013, el grupo pro-unión Better Together reveló los nombres de las personas que han hecho las mayores donaciones a sus fondos, y se reveló que Keswick ha donado £23.000 a la campaña.